# Bleddyn ap Cynfyn
Bleddyn ap Cynfyn, född 1044, död 1075, var en walesisk regent. Han var kung av Gwynedd mellan 1075 och 1081.